# Мощаницкий сельсовет
Мощани́цкий сельсовет (бел. Машчаніцкі сельсавет) — административно-территориальная единица Белыничского района Могилёвской области Республики Беларусь. Администрация сельсовета находится в агрогородке Большая Мощаница.

## История
В декабре 2012 года в состав сельсовета были включены территория и населённые пункты упразднённого Эсьмонского сельсовета.

## Промышленность
Предприятия — ОАО «Новая Друть», ОАО «Белыничский протеиновый завод».

## Торговля и бытовые услуги
Торговля — 8 магазинов.
Бытовые услуги — 1 комплексный приемный пункт по приему заказов на бытовые услуги.

## Образование, медицина, культура
Образование — 1 СШ, 1 учебно-педагогический комплекс «Детский сад — средняя школа», 1 детский сад.
Медицина — 1 сельская врачебная амбулатория, 1 ФАП, 2 аптеки/аптечных киоска.
Культура — 2 СК, 2 библиотеки.

## Исторические места
Воинские захоронения — 7 мест.

## Состав
Включает 40 населённых пунктов:
- Белинка — деревня;
- Бискупка — деревня;
- Большая Мощаница — агрогородок;
- Будники — деревня;
- Будницкий — посёлок;
- Вольница — деревня;
- Гордово — деревня;
- Горка — посёлок;
- Девошичи — деревня;
- Дробовка — посёлок;
- Заболотье — деревня;
- Заозерье — деревня;
- Калиновка — деревня;
- Кармановка — деревня;
- Клева — деревня;
- Корытница — деревня;
- Кулаковка — деревня;
- Кунцы — деревня;
- Лисовка — посёлок;
- Майск — деревня;
- Малая Мощаница — деревня;
- Мельник — деревня;
- Михасевка — деревня;
- Мокровичи — деревня;
- Неропля — посёлок;
- Олешковичи — деревня;
- Олешковичи 2 — деревня;
- Ослевка — деревня;
- Пороховка — деревня;
- Рижков — деревня;
- Рудня — деревня;
- Секерка — деревня;
- Селянская Клевка — деревня;
- Смогиловка — деревня;
- Старая Клевка — деревня;
- Староселье — деревня;
- Стехово — деревня;
- Ушлово — деревня;
- Хватовка — деревня;
- Эсьмоны — деревня.

Упразднённые населенные пункты:
- Купленка — посёлок;
- Советская — деревня.